# Inter&Co Stadium
El Inter&Co Stadium, anteriormente Exploria Stadium es un estadio de fútbol ubicado en la ciudad estadounidense de Orlando, Florida. Es el estadio del Orlando City Soccer Club, equipo miembro de la Major League Soccer (MLS) como franquicia de expansión desde la temporada 2015. Se encuentra ubicado en el centro de Orlando y tuvo un costo aproximado de 110 millones de dólares estadounidenses. Su construcción se inició el 16 de octubre de 2014 y finalizó el 24 de febrero de 2017. El Orlando City disputó su primer partido como local el 5 de marzo de 2017 ante el New York City FC.

## Historia
En abril de 2013, la ciudad de Orlando compró un terreno en el centro valuado 8,2 millones de dólares estadounidenses para la construcción de un estadio para la MLS de 110 millones de dólares. No obstante, en mayo, la Cámara de Representantes de la Florida no aprobó la ley que había sido aprobada en el senado que hubiera proveído hasta 30 millones de dólares en fondos del estado para la financiación del proyecto. Rawlins reacción a esta negativa indicando que seguía decidido a continuar con la construcción del estadio y que buscaría otras fuentes de financiamiento y la adquisición de una franquicia para competir en la MLS.
El estadio del centro de Orlando se acercó a conseguir su financiamiento el 8 de agosto de 2013, cuando la alcaldesa de Orange County, Teresa Jacobs, y el alcalde de Orlando, Buddy Dyer, llegaron a un acuerdo para proveer apoyo financiero para una serie de proyectos que incluían el estadio de fútbol de la Major League Soccer. El último paso en el financiamiento del estadio se dio en octubre de 2013 cuando se votó para utilizar un impuesto al turismo ya existente para financiar el último tercio del proyecto de 80 millones de dólares. El 22 de octubre de 2013, el Orange County Board of Commissioners votó 5-2 para aprobar el uso de 20 millones de dólares del fondo del impuesto para el desarrollo del turismo para construir un estadio mulitusos de 84 millones de dólares en el centro de Orlando.
El 11 de diciembre de 2013, la NCAA anunció que las finales del Campeonato Femenino Universitario de la NCAA de 2016 y 2017 se llevarían a cabo en el nuevo estadio.
El 4 de agosto de 2014, el equipo anunció que la ubicación del estadio sería trasladada una cuadra hacia el oeste, para evitar un retraso en su inauguración, debido a que el Faith Deliverance Temple estaba luchando en contra del proceso de expropiación de la ciudad. La nueva ubicación resultará en el cierra de la Avenida Parramore entre la Calle Church y Central Boulevard, ya que el estadio será construido encima del lugar por donde actualmente pasa la avenida.
Se estima que el Orlando City Stadium estará listo para la temporada 2016. El club jugará sus partidos como local en el Estadio Citrus Bowl en 2015.

### Diseño
El 11 de diciembre de 2012, el equipo publicó el concepto artístico del estadio. El 30 de septiembre de 2013, la firma arquitectónica Woods Bagot publicó los dibujos del estadio en su sitio web. El club anunció que estos dibujos habían sido publicados sin su conocimiento y que aún no habían elegido al arquitecto. Woods Bagot luego procedió a quitar las imágenes de su sitio web. La fase de diseño comenzó el 7 de enero de 2014, cuando el alcalde Buddy Dyer y algunos funcionarios de Orlando City SC viajaron a Kansas City para comenzar a trabajar con la firma de diseño Populous.
Según un anuncio realizado en marzo de 2014, el estadio contaría con una capacidad de 20 000 espectadores, de los cuales 2500 serán asientos de palco. También contará con 300 asientos en suites especiales. La construcción tendrá un tamaño de 290 000 pies cuadrados, con 120 000 pies cuadrados dedicados al estadio mismo. También se dice que contará con bares, tiendas y restaurantes.
El 10 de junio de 2014, las renderizaciones del estadio y más información confirmando los anuncios preliminares fueron hechas públicas. El estadio tendrá una plaza abierta, en donde aquellos que pasen por ahí puedan ver el interior, ya que el terreno estará a unos 5-6 metros por debajo del nivel de la calle. Tendrá una capacidad de 19 500 espectadores, con la capacidad estructural de expandirla a 25 000 en el futuro. El terreno será de céspednatural, con baldaquines sobre los hinchas para protegerlos de las inclemencias del tiempo e incrementar los niveles de ruido. Una escultura grande de un león estará sobre la entrada. Antes del comienzo de cada encuentro, el león girará 180 grados para "mirar" el partido. También se ha planificado una plaza festiva con filas de palmeras en el extremo sur de la plaza, justo afuera de la entrada principal en la esquina de Church Street y Terry Avenue (las calles estarán cerradas al paso de vehículos durante esos eventos). También está en los planes la adición de un bar con balcón justo debajo de la pantalla de anuncios con una vista de 360 grados. Una sección de asientos en el extremo norte será dedicada al grupo de hinchas. Según ha sido propuesto -y si las regulaciones de construcción lo permiten- esta no contará con asientos, sino más bien con barandas y espacio extra para mayor seguridad. La sección de hinchas también tendrá su propia área estilo pub.
En el sector 12, hay 49 asientos en forma de un arcoíris en homenaje de las 49 víctimas de la masacre de la discoteca Pulse de Orlando el 12 de junio de 2016.

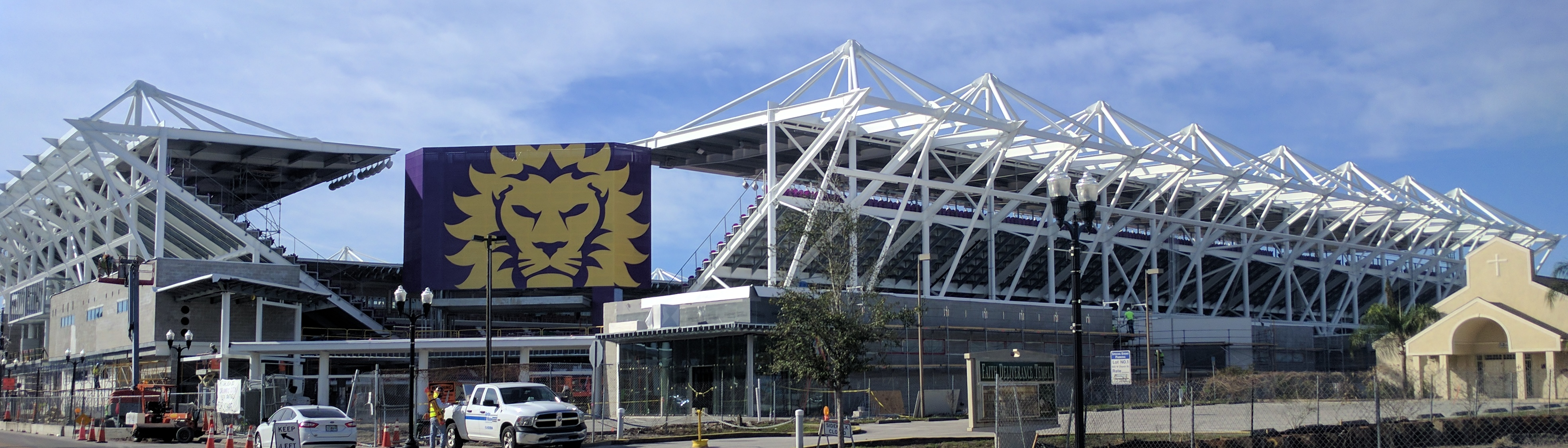
Exploria Stadium.

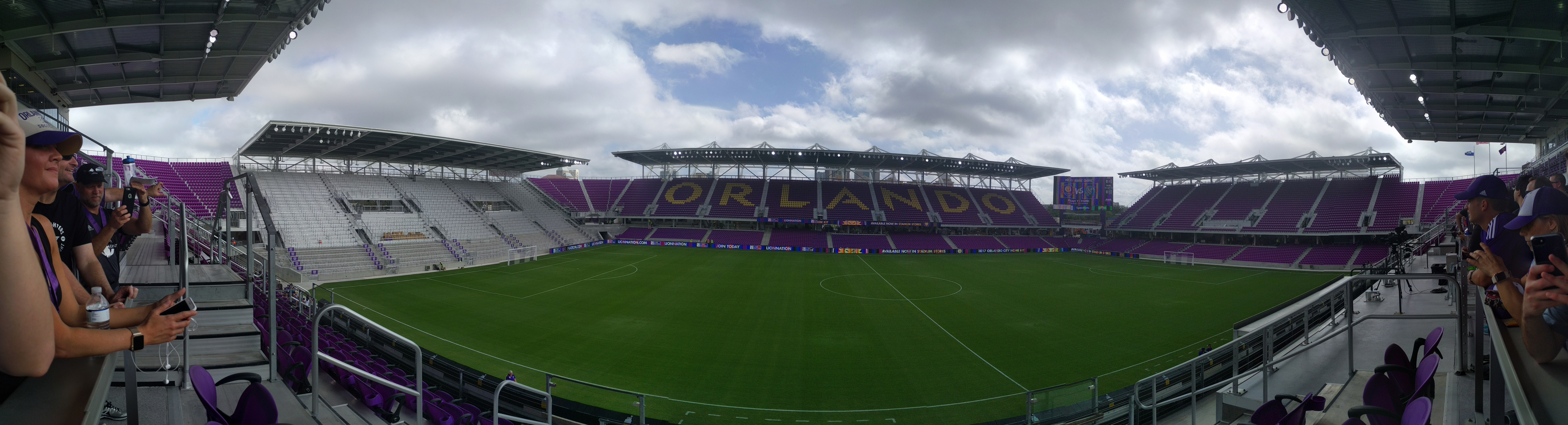
Panorámica del Exploria Stadium.

### Copa América 2024
| Fecha               | Fase                     | Equipo  |                    | Resultado |                   | Equipo | Espectadores |
| ------------------- | ------------------------ | ------- | ------------------ | --------- | ----------------- | ------ | ------------ |
| 29 de junio de 2024 | Fase de grupos - Grupo A | Canadá  | Bandera de Canadá  | 0:0       | Bandera de Chile  | Chile  | 24 481       |
| 1 de julio de 2024  | Fase de grupos - Grupo C | Bolivia | Bandera de Bolivia | 1:3       | Bandera de Panamá | Panamá | 16 129       |